# Bisse du Trient
Le Bisse du Trient ou Bisse Trient-Combe est un canal d'irrigation bâti en 1895 par les agriculteurs de la région pour amener l'eau du glacier du Trient au col de la Forclaz. Ensuite, elle descendait dans le vallon de La Combe (commune de Martigny-Combe), pour en irriguer les prés. Il a servi jusque dans les années 1970, où l'arrosage automatique, plus pratique et moins coûteux, a remplacé ce mode d'irrigation. Remis en état de service en 1986 avec l'aide de l'Association valaisanne de tourisme pédestre et de la commune de Trient, et sponsorisé par la Loterie Romande, son tracé constitue aujourd'hui un chemin pédestre très apprécié des amoureux de la montagne.

## Géographie
- Départ : Torrent descendant du Glacier du Trient 1 580 m, à la hauteur du Chalet du Glacier
- Arrivée : Col de la Forclaz, 1 526 m
- Longueur : 3493 mètres[1]

À l'heure actuelle, le bisse est alimenté en eau en juillet et août.